# NGC 2780
NGC 2780 is een balkspiraalstelsel in het sterrenbeeld Lynx. Het hemelobject werd op 10 maart 1790 ontdekt door de Duits-Britse astronoom William Herschel.

## Synoniemen
- UGC 4843
- MCG 6-20-47
- ZWG 180.57
- KUG 0909+351
- PGC 25967